# Habropoda ventiscopula
Habropoda ventiscopula är en biart som beskrevs av Wu 1984. Habropoda ventiscopula ingår i släktet Habropoda och familjen långtungebin. Inga underarter finns listade i Catalogue of Life.